# سفارة الإمارات العربية المتحدة في أوكرانيا
سفارة الإمارات العربية المتحدة في أوكرانيا هي أرفع تمثيل دبلوماسي لدولة الإمارات العربية المتحدة لدى أوكرانيا. تقع السفارة في كييف وهي تهدف لتعزيز المصالح الإماراتية في أوكرانيا.

## وصلات خارجية
- الموقع الرسمي
- قائمة سفارات الإمارات العربية المتحدة
- قائمة السفارات في أوكرانيا